# Westnordischer Rat

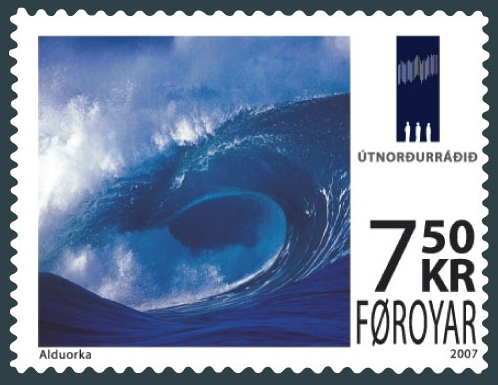
Färöische Briefmarke zum 10. Jahrestag der Umbenennung des Westnordischen Rates

Der Westnordische Rat (dänisch: Vestnordisk Råd, färöisch: Útnorðurráðið, isländisch: Vestnorræna ráðið, Kalaallisut: Nunat Avannarliit Killiit Siunnersuisoqatigiiffiat) ist ein wirtschaftliches, politisches und kulturelles Kooperationsforum der Parlamente von Island, Grönland und den Färöern.
Die Organisation wurde 1985 als Westnordischer Rat der parlamentarischen Zusammenarbeit gegründet und erhielt ihren heutigen Namen 1997.

## Ziele
Die Gründungscharta vom 24. September 1985 formuliert die Hauptziele der westnordischen Zusammenarbeit:
- Förderung westnordischer Interessen
- Bewahrung der natürlichen Ressourcen und der Kultur im Nordatlantik
- Unterstützung der Regierungszusammenarbeit, insbesondere hinsichtlich Ressourcenverwertung und Umweltproblemen
- Gemeinsames Agieren im Nordischen Rat, Förderung westnordischer Interessen in der nordischen Zusammenarbeit allgemein
- Vermittlung zwischen den anderen Organen westnordischer Zusammenarbeit
- Pflege internationaler parlamentarischer Kontakte, z. B. zur Arktischen Parlamentarierkonferenz (Conference of Parliamentarians of the Arctic Region)

## Mitglieder
| Land     | Parlament    |
| -------- | ------------ |
| Färöer   | Løgting      |
| Grönland | Inatsisartut |
| Island   | Althing      |

## Organisation
Die Parlamente der drei Mitgliedsländer entsenden je sechs Vertreter zu den Ratstreffen.
Die Arbeit des Rates wird von einem dreiköpfigen Präsidium organisiert. Der Vorsitz wechselt im jährlichen Turnus zwischen den Mitgliedsländern.
Die täglichen Geschäfte besorgt der auf vier Jahre angestellte Generalsekretär. Die drei Parlamente stellen ihrer jeweiligen Delegation einen Sekretär zur Verfügung.
Wichtigstes Treffen des Westnordischen Rates ist die Hauptversammlung, die jedes Jahr im August stattfindet. Sie wird als Themenkonferenz durchgeführt, d. h. mit einem von längerer Hand vorbereiteten Schwerpunktthema.

## Kinder- und Jugendbuchpreis
Seit 2002 lobt der Westnordische Rat alle zwei Jahre einen Kinder- und Jugendbuchpreis (West Nordic Children's Literature Prize) für isländische, grönländische und färöische Literatur aus. Der Preis ist mit 60.000 DKK (gut 8.000 Euro) dotiert.
Die bisherigen Preisträger sind:
- 2002: Sagan af bláa hnettinum von Andri Snær Magnason ( Island)
  - deutsch: Die Geschichte vom blauen Planeten, übersetzt von Andreas Blum, illustriert von Lisa S. Rackwitz, Leiv, Leipzig 2007, ISBN 978-3-89603-271-3.
- 2004: Engill í vesturbænum („Der Engel in der Weststadt“) von Kristín Steinsdóttir und Halla Sólveig Þorgeirsdóttir ( Island)
- 2006: Ein hundur, ein ketta og ein mús („Ein Hund, eine Katze, eine Maus“) von Bárður Oskarsson ( Färöer)
- 2008: Draugaslóð („Geisterspur“) von Kristín Helga Gunnarsdóttir ( Island)
- 2010: Garðurinn bei mál og menning von Gerður Kristný ( Island)
  - deutsch: Die letzte Nacht des Jahres, übersetzt von Karl-Ludwig Wetzig, Bloomsbury, Berlin 2011, ISBN 978-3-8270-5478-4.
- 2012: Kaassalimik oqaluttuaq („Die Geschichte von Kaassali“) von Lars-Pele Berthelsen ( Grönland)
- 2014: Tímakistan („Zeitkiste“) von Andri Snær Magnason ( Island)
- 2016: Hon, sum róði móti ælaboganum („Sie, die über den Regenbogen ruderte“) von Rakel Helmsdal ( Färöer)
- 2018: Træið („Der Baum“) von Bárður Oskarsson ( Färöer)
- 2020: Langelstur að eilífu („Für immer der allerälteste“) von Bergrún Íris Sævarsdóttir ( Island)
- 2022: Abbi og eg og abbi („Opa und ich und Opa“) von Dánial Hoydal und Annika Øyrabø ( Färöer)

## Hintergrund
Die Mitgliedsländer teilen eine gemeinsame Vorgeschichte als Besitzungen der norwegischen und der dänischen Krone. Wirtschaftlich teilen sie gemeinsame Interessen, da sie in hohem Maße von den natürlichen Ressourcen (vor allem Fischgründe und fossile Bodenschätze) ihrer Hoheitsgebiete abhängig sind.
Der Westnordische Rat existiert unabhängig vom Nordischen Rat, obwohl alle drei Mitgliedsländer dort ebenfalls Mitglied sind.